# Sporting Challenger 2003
Lo Sporting Challenger 2003 è stato un torneo di tennis facente parte della categoria ATP Challenger Series nell'ambito dell'ATP Challenger Series 2003. Il torneo si è giocato a Torino in Italia dal 26 maggio al 1º giugno 2003 su campi in terra rossa.

## Vincitori

### Singolare
Óscar Serrano Gámez ha battuto in finale  Juan Albert Viloca con il punteggio di 6–2, 6–2

### Doppio
Emilio Benfele Álvarez /  Gabriel Trujillo Soler hanno battuto in finale  Jack Brasington /  Dmitrij Tursunov con il punteggio di 6–4, 6–2